# Südharz
Südharz est une commune du Land de Saxe-Anhalt (Allemagne) située dans l'arrondissement de Mansfeld-Harz-du-Sud.
Elle regroupe 15 villages, et est en superficie une des plus grandes municipalités d'Allemagne.
Le plus connu de ces 15 villages est Stolberg, grâce à ses maisons anciennes à colombages, ses églises, ses tours, et son imposant château.

## Géographie
La commune est située dans le sud de la région montagneuse du Harz, ce qui lui a donné son nom.
Son centre se trouve à 15 km à l'est du centre de Nordhausen, à 65 km à l'ouest de celui de Halle-sur-Saale.

## Histoire
La commune de Südharz a été créée le 1er janvier 2010 dans le cadre de la réforme territoriale de Saxe-Anhalt.